# San Miguel del Robledo
San Miguel del Robledo là một đô thị ở tỉnh Salamanca, tây Tây Ban Nha, thuộc cộng đồng tự trị Castile-Leon. Đô thị này có cự ly 69 kilômét so với thành phố tỉnh lỵ Salamanca và có dân số 96 người.
Đô thị này có diện tích 10,39 km².
Đô thị này nằm ở khu vực có độ cao 1030 mét trên mực nước biển.
Mã số bưu chính là 37694.